# Pígela
Pígela ou Fígela (em grego: Πύγελα/Φύγελα; romaniz.: Pýgela/Phýgela; em latim: Phygela) segundo Estrabão, Estêvão de Bizâncio e Pompônio Mela, mas também conhecida como Fígala (em latim: Phygala) segundo Plínio, o Velho, foi uma antiga cidade grega da costa da baía do rio Caístro, um pouco ao sul da cidade de Éfeso, próximo ao sítio da atual cidade de Kuşadası, na Turquia  Teria sido fundada, segundo relatado por fontes clássicas, pelo rei Agamenão para abrigar os soldados remanescentes de seu exército após a Guerra de Troia. Historicamente, Pígela é citada pela primeira vez em fontes do século V a.C.. Foi membro da Liga de Delos, sendo mencionada inúmeras vezes no registro de tributos a Atenas entre 446/445 e 415/414 a.C..
Em 409 a.C., Pígela foi murada e no mesmo ano seria atacada por um exército ateniense comandado por Trasilo. Ela foi auxiliada por tropas provenientes de Mileto, que acabariam derrotadas, porém os atenienses foram incapazes de ultrapassar seus muros. Pelo final do século IV a.C., Pígela e Mileto firmam um acordo de isotelia sob o qual os cidadãos pigelianos e milésios que residissem nestas cidades adquiriram direitos como cidadãos. Ao longo do período seguinte, Pígela foi motivo de disputa entre Samos e Éfeso, tendo sido aparentemente incorporada pela última durante o período helenístico.

## História

Liga de Delos em

Segundo Plínio, o Velho, Pígela localizava-se próximo do santuário de Paniônio e da cidade de Maratésio, enquanto para Estrabão ela estaria entre a cidade de Anaia e o porto de Panormo. Segundo inferido pelas fontes clássicas, Pígela teria sido miticamente fundada por Agamenão após a Guerra de Troia para abrigar os remanescentes de seu exército. A ele também é atribuída a fundação do templo local dedicado a Ártemis Muníquia. Para Estrabão a etimologia do topônimo remete-se à doença contraída pelos soldados de Agamenão nas nádegas.
Pígela é menciona pela primeira vez como uma pólis no sentido político em relatos epigráficos provenientes de Éfeso (século IV a.C.), enquanto como uma cidade propriamente dita na obra de Polieno de Lâmpsaco (século IV/III a.C.). Ela pertenceu à Liga de Delos, onde administrativamente seria incorporada ao distrito jônio. É mencionada no registro de tributos a Atenas entre 446/445 e 415/414 a.C., pagando um foro de 1 talento em 440/439 a.C. e 1 talento e 3 000 dracmas em 432/431 a.C.. Sabe-se que teria passado por uma avaliação tributário em 425/424 a.C.. Em 409 a.C., Pígela foi murada. No mesmo ano, durante o verão, ela seria atacada por um exército ateniense comandado por Trasilo que partiu de Samos e saqueou a região. Mileto foi chamada para ajudar os pigelianos, mas o exército de resgate enviado foi derrotado pelos atenienses que, entretanto, foram incapazes de superar os muros de Pígela.
No final do século IV a.C., Pígela firmou um acordo de isotelia com Mileto na qual emissários pigelianos seriam honrados pelos milésios. Sabe-se que antes da conclusão desta isotelia, os cidadãos milésios residentes em Pígela gozavam de alguma forma de cidadania limitada, provavelmente outorgada sobre eles por uma doação em bloco, assim como teria acontecido com os cidadãos pigelianos de Mileto. Segundo estipulado pelo acordo, os pigelianos de Mileto, na eminência do fim do decreto, deveriam ser atribuídos às tribos mediante sorteio do prítane. Sabe-se, outrossim, através de referência epigráfica que a assembleia pigeliana controlava a admissão de novos cidadãos por decreto.

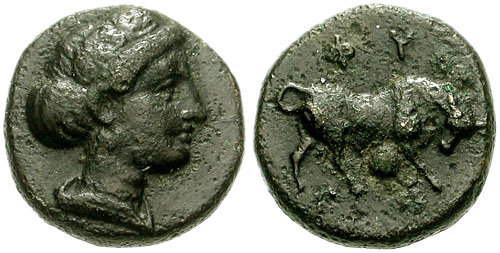
Moeda de bronze de Pígela

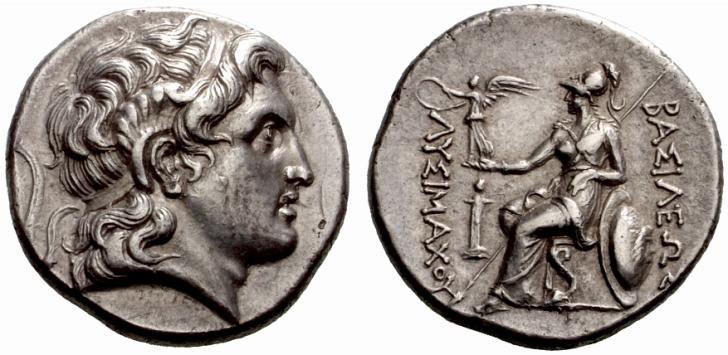
Tetradracma de Lisímaco r.

Pelo século IV a.C., Pígela emitiu suas próprias moedas de prata (tetradracma) e bronze. Nelas há no anverso o busto de Ártemis Muníquia e no reverso um touro dando cabeçada. Nas moedas de prata fora cunhada a legenda ΦΥΓΑΛΕΩΝ (FYGALEO̱N), enquanto nas de bronze a legenda (FYG). Por esta época, Pígela era civilmente subdividida em tribos (phylai) e genos (famílias): destes preservou-se o nome da tribo dos Agamenônidas (Aγαμεμνονíς) e o geno dos Eurídas (Ευρίδαι). Também havia um quadro de prítanes aos quais dava-se a responsabilidade de designar aos cidadãos naturalizados alguma das subdivisões cívicas por sorteio e, junto com o ecônomo (tâmia), escrever o decreto de cidadania em pedra.
Referências epigráficas fazem menção ao templo de Ártemis Muníquia, bem como citam que os teoródocos pigelianos hospedaram teoros provenientes de Argos. Pelo século IV a.C. em diante, Pígela foi alvo da disputa entre Samos e Éfeso. Os detalhes da disputa são desconhecidas, mas aparentemente Éfeso terminaria incorporando a cidade, uma vez que epigrafias do período fazem menção aos pigelianos como cidadãos efésios. Além disso, segundo relatado por autores clássicos, quando Lisímaco (r. 306–281 a.C.) governou porções da Macedônia e Anatólia como basileu, ele promoveu uma restruturação dos assentamento locais mediante sinecismo, culminando no desaparecimento temporário de algumas localidades como Colofão e Lébedo, e na redução de outros como Pígela ao tamanho dum forte. Por esta época, os efésios assistiram as festividades religiosas realizadas em Pígela, enquanto ela seria, por conseguinte, governada por um oficial nomeado pelo basileu.
Pígela continuou a existir durante os períodos romano e bizantino, embora em tamanho reduzido. Sua importância fora eclipsada e ela permaneceria insignificante até ao menos o século X quando, devido ao assoreamento do porto do Éfeso, Pígela, Anaia e outras cidades costeiras desfrutaram de certa prosperidade. Apesar disso, como relatado por Miguel Ataliata, por 960, quando o futuro imperador bizantino Nicéforo II Focas (r. 963–969), à época ainda apenas um general, estava prestes a zarpar com uma enorme armada e exército para conquistar o Emirado de Creta, ao ficar ciente de que seus soldados estavam ancorados em Pígela, ordenou que eles marchassem pela costa até um distante promontório conhecido como Hagia, possivelmente associado com Escala Nova, um assentamento bizantino da região.